# Wildwald Voßwinkel
Koordinaten: 51° 27′ 27″ N, 7° 52′ 58″ O

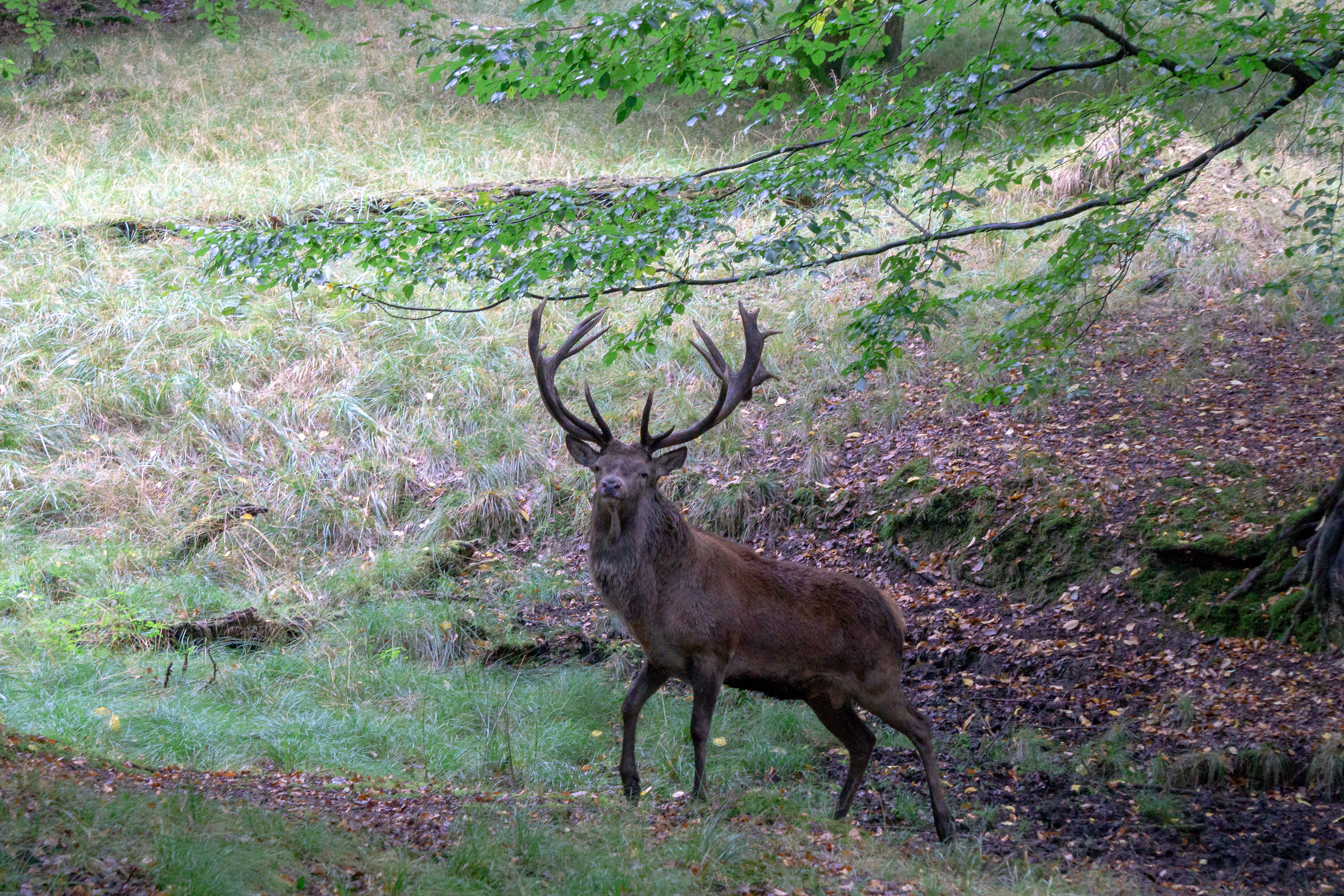
Rothirsch im Wildwald

Der Wildwald Voßwinkel ist eine Naturerlebniseinrichtung im Stadtteil Voßwinkel von Arnsberg (Nordrhein-Westfalen). Das Gelände liegt im Lürwald, ein Teil der Flächen liegt innerhalb des Naturschutzgebiets Luerwald.

## Geschichte
Das Gelände ist im Besitz der Familie von Ketteler-Boeselager auf Schloss Höllinghofen. Im Jahr 1970 gründeten die Brüder Wolfhard und Wilderich v. Boeselager die Einrichtung auf dem Gelände des historischen Jagdgatters. Seit Beginn der 1990er Jahre wurde sie nach einem Brand von Wolfhard v. Boeselager wieder aufgebaut und unter einer weiterentwickelten Konzeption betrieben, die Begegnungen mit heimischen Tierarten ohne störende Zäune ermöglichte. Erst in den letzten Jahren erfolgten kleinere Veränderungen in den Angeboten, in Form von Großveranstaltungen, Übernachtungsmöglichkeiten in einfacher Form oder Streichelgehege.
Nach einem Generationenwechsel im Familienunternehmen von Boeselager ist seit 2006 Franziskus Freiherr von Ketteler Hausherr auf Schloss Höllinghofen und Hauptgeschäftsführer sowie Mitinhaber des Wildwaldes. Im November 2007 gründete seine Frau Ildikó von Ketteler-Boeselager die Lüerwald-Stiftung, die die Existenz von Wildwald und Waldakademie Voßwinkel, als überwiegend gemeinnützig arbeitende Einrichtungen, für die Zukunft sichern soll. Das Stiftungsvermögen soll zwischen fünf und sieben Millionen Euro liegen und durch die regionale Vermarktung von ökologischen Ausgleichsmaßnahmen mit Hilfe der umliegenden Kommunen erwirtschaftet werden.

## Philosophie

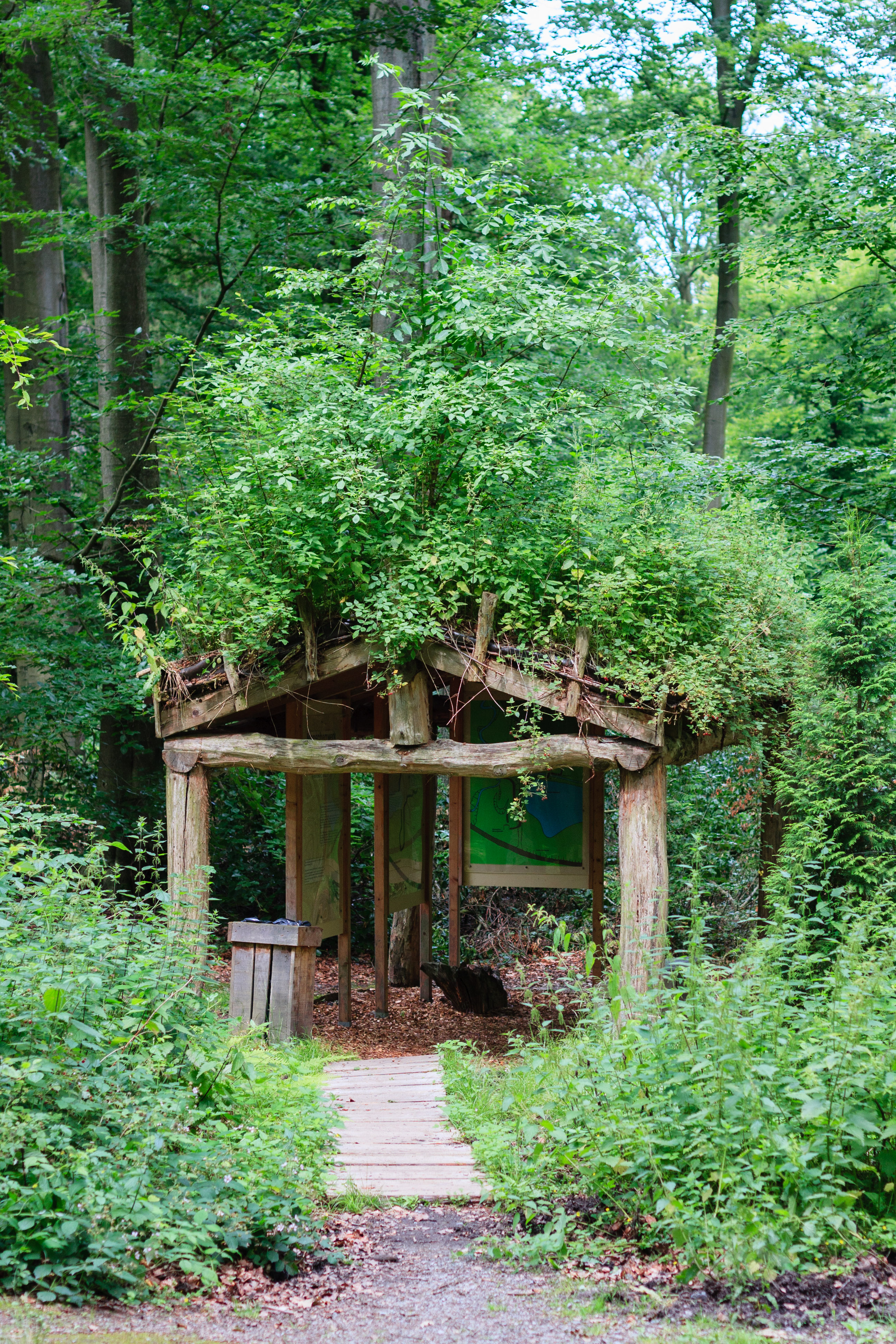
Bewachsenes Infohaus am Rundgang

Die Betreiber des Parkes bemühen sich, einen Mittelweg zwischen Nutzung und Schutz der Natur zu gehen und versuchen naturnahe Forstwirtschaft, sanften Tourismus und pragmatischen Naturschutz miteinander zu verbinden. Dabei bekennen sie sich zu einer nachhaltigen Entwicklung im Sinne der Agenda 21.

## Tierarten und Attraktionen
Zu den Tierarten, die in dem rund 680 ha, davon 250 ha für den Waldbesuch erschlossenen, großen Areal gehalten werden, zählen Rotwild, Damwild, Europäischer Mufflon, Wildschwein, Waschbär, Waldkauz, Uhu, Marderhund und Eichhörnchen. Hinzu kommen Shropshire-Schaf, Minischwein, Ziegen, Kanadagänse und Stockenten. Am historischen Haarhof, der mitten im Wald liegt werden seltene Nutztierrassen gehalten. Für aufmerksame Waldbesucher bieten sich im Wildwald Voßwinkel immer wieder überraschende Begegnungen bei Naturbeobachtungen an Teichen und im Wald selbst, da sich weitere und vielfach auch seltene Tierarten angesiedelt haben und in der freien Natur beobachtbar sind.
Der Park ist kein Zoo, vielmehr werden die Tiere z. T. in weitgehend natürlichen durchwanderbaren Gehegen gezeigt und nur einige wenige in Volieren und natürlich gestalteten Gehegen. In Verbindung mit der Waldakademie Voßwinkel e. V. werden fast täglich Fortbildungen und Events für Interessierte und Fachpublikum angeboten.
Zu den Attraktionen zählen die Möglichkeit, die Hirschbrunft aus der Nähe zu beobachten sowie die „Holztage“, die Waldlichter, das Waldkino und die Waldweihnachtsmärkte. Insgesamt kamen zwischen 2008 und 2013 im Durchschnitt 102.000 Besucher jährlich in den Wildwald Voßwinkel.
Im April 2007 entstand der Naturklettergarten, betrieben von der Kräftespiel GbR. Naturnah im Wald angelegt, bieten sieben Parcours Klettermöglichkeiten von bis zu 16 m. 2008 wurde ein Barfußpfad angelegt. Von April bis Oktober bestehen Angebote zur naturnahen Übernachtung im Wald.

## Bedeutung für den Naturschutz
Forstlich wird der Wildwald Voßwinkel zugunsten der touristischen Nutzung nur eingeschränkt bewirtschaftet. In das Natura 2000-Gebiet sind in den letzten Jahren Schwarzstorch, Kolkrabe, Wespenbussard und alle Spechtarten zurückgekehrt. Der Wald zählt nach einer Untersuchung der Biologischen Station Wesel zu den zehn wichtigsten Hirschkäfervorkommen in der Bundesrepublik Deutschland.
Über den reinen Parkcharakter hinaus widmet sich der Wildwald Voßwinkel auch der Umweltpädagogik. Die im Wildwald tätige Waldakademie Voßwinkel e. V. bringt den Besuchern ökologische Zusammenhänge näher. Sie arbeitet dabei mit regionalen Umweltverbänden und anderen Einrichtungen zusammen. So wurden im Jahr 2007 über 1.100 Veranstaltungen mit fast 20.000 Teilnehmern durchgeführt. Im Mai 2017 wurde die Waldakademie Voßwinkel e. V. zum Kompetenzzentrum für Bildung für nachhaltige Entwicklung (BNE) ernannt.
Seit einigen Jahren vergibt der Wildwald Voßwinkel in Zusammenarbeit mit der Waldakademie Voßwinkel e. V. Preise an Persönlichkeiten, die sich um den Lüerwald bzw. den Umweltschutz verdient gemacht haben. Unter den Preisträgern waren u. a. als „Ehren-Rotfuchs“ Alex Paust, ehemaliger Bürgermeister der Stadt Arnsberg, als „Ehren-Grünspecht“ Bärbel Höhn, ehemalige Umweltministerin von Nordrhein-Westfalen, als „Ehren-Graureiher“ Wilfried Stichmann, Biologiedidaktiker, und als „Ehren-Buchfink“ Hans-Josef Vogel, Bürgermeister der Stadt Arnsberg. ernannt.